# Слободан Райкович
Слободан Райкович (серб. Слободан Рајковић; нар. 3 лютого 1989, Белград, СР Сербія, СФР Югославія) — сербський футболіст, захисник.

## Клубна кар'єра
Народився в Белграді. Вихованець «ОФК Белград». Вже в 15-річному віці був переведений до першої команди вище вказаного клубу. Під час свого другого сезону в «ОФК Белград» настільки добре себе зарекомендував, що в листопаді 2005 року клуб англійської Прем'єр-ліги «Челсі» вирішив заплатити 2 мільйони євро за 16-річного центрального захисника. Згідно з умовами договору, Слободан залишився в столичній сербській команді в оренді до завершення сербської Суперліги сезону 2006/07 років.

### Оренди в клуби Ередивізі
У червні 2007 року «Челсі» вирішив віддати Райковича в оренду ПСВ напередодні старту сезону 2007/08 років, як частину угоди щодо переходу Алекса в «Челсі». Дебютував за нову команду в поєдинку проти «Гераклеса» (0:2). За підсумками сезону 2007/08 років разом з клубом став чемпіоном Нідерландів.
Після річного перебування в ПСВ нідерландський клуб хотів продовжити термін оренди ще на рік, але «Челсі» їм відмовив через обмежену кількість ігрового часу, яку гравець отримував протягом сезону в Ейндговені. Однак, зрештою, Слободан повернувся до Ередивізі 9 липня 2008 року, в 1-річну оренду до «Твенте».
Після того, як Слободан на літніх Олімпійських іграх 2008 року плюнув у суддю, 4 вересня 2008 року ФІФА дискваліфікувала його на 12 місяців. Це був перший випадок, коли ФІФА дискваліфікувала гравця поза матчами національних збірних. «Твенте», «Челсі» та Футбольний союз Сербії подали апеляцію на дискваліфікацію. 19 листопада 2008 року ФІФА оголосила, що Райкович може знову грати за «Твенте», але його дискваліфікація у збірній залишилася чинною. Зрештою у вище вказаному році зіграв тринадцять матчів чемпіонату за «Твенте», у яких відзначився 1-м голом. У червні 2009 року його оренду продовжили до червня 2010 року. На початку року виходив на позицію лівого захисника. Проте травма залишила його поза стартовим складом, після чого йому стало важко завоювати місце в основному складі захисту команди. Зрештою, у вище вказаному сезону зіграв десять матчів чемпіонату, які того ж року став чемпіоном Нідерландів. Наприкінці сезону 2009/10 «Челсі» вирішив скористатися опцією в його контракті, що означало, що контракт з лондонцями продовжується до середини 2012 року.
23 серпня 2010 року перейшов в оренду на 1 сезон до іншого клубу Ередивізі, «Вітессе», разом зі своїми колишніми одноклубниками по «Челсі» Неманьєю Матичем і Матеєм Делачем. Райкович став капітаном команди та зіграв у вище вказаному сезоні 24 матчі. За підсумками сезону вболівальники визнали Слободана гравцем року у «Вітессе».

### «Челсі»
На прохання нового головного тренера Андре Віллаша-Боаша ровернувся до «Челсі» напередодні старту сезону 2011/12 років. 12 липня 2011 року дебютував у футболці «Челсі» в товариському матчі проти «Вікем Вондерерз» на Тренувальному центрі Кобгем. Відіграв другий тайм та відзначився третім м'ячем своєї команди, пробив з льоту після подачі Юрія Жиркова.
Через чотири роки після підписання контракту з «Челсі» все ще не мав права ні на дозвіл на роботу, ні на паспорт ЄС, що позбавляло б його можливості грати в матчах, відкритих для публіки (зіграв у закритій грі з «Вікем», але не зміг грати проти «Портсмута»). Однак він зрештою дебютував у передсезонній товариській грі проти Малайзії XI, у якій відіграв увесь перший тайм. Також зіграв проти «Кітчі» на турнірі Азійському турнірі Прем'єр-ліги 2011 у Гонконгу.

### «Гамбург»
23 серпня 2011 року приєднався до клубу німецької Бундесліги «Гамбург» за 2 мільйони євро, з яким підписав 4-річний контракт. Отримав футболку з 23-м ігровим номером, яку востаннє носив Рафаел ван дер Варт. Дебютував за команду 27 серпня 2011 року в програному (3:4) домашньому поєдинку 4-го туру «Бундесліги» проти «Кельна», в якому відзначився своїм першим голом за «Гамбург» (встановив рахунок 2:2). За чотири роки в клубі йому не вдалося закріпитися в стартовому складі, провів лише 46 матчів у всіх турнірах. 
У середині липня 2012 року, під час підготовки до сезону 2012/13 років, було оголошено, що Райкович посварився з Сон Хин Міном на тренуванні команди, в якому випадково рвану рану отримав ще й Толгай Арслан. За даними клубу, серб став ініціатором конфлікту. Потім його перевели до другої команди. Тренер Торстен Фінк підкреслив, що Райкович не повернеться в першу команду. Окрім того, в інтерв'ю Hamburger Abendblatt Слободан розкритикував Фінка за те, що його оштрафували. У серпні з'явилася інформація, що «Аякс» та «Лаціо» зацікавлені у придбанні сербського захисника. Перед закриттям літнього трансферного вікна донецький «Металург» звернувся до «Гамбурга» з пропозицією оренди Райковича. Але футболіст відмовився від варіанта з «Металургом», мотивуючи це тим, що втомився від оренд. На початку жовтня 2012 року вибачився за свою поведінку. Фінк прийняв вибачення, але спочатку не повертав його до професіональної команди. 28 жовтня 2012 року Райкович вперше зіграв за Гамбург (U-23) у Регіональній лізі «Північ» та відзначився голом у переможному (3:1) домашньому матчі проти «Любека». Раніше, як «іноземець не з ЄС», не мав права грати за команду U-23.
На початку листопада 2012 року Торстен Фінк повернув його до основної команди. 27 січня 2013 року повернувся на футбольне поле, вийшов на заміну Хен Мін Сона наприкінці переможного (3:2) домашнього матчу Північного дербі проти «Вердера». До завершення сезону зіграв ще в 12-ти поєдинках.
У сезоні 2013/14 років знову втратив місцк в першій команді, цього разу разом з Майклом Мансьєнном, Робертом Тешем і Гойко Качаром, цього разу зі спортивних причин, й переведений до команди U-23. Згодом Слободана й Мансьєнна повернули до першої команди, але на футбольне поле не виходив. Незадовго до того, як Берт ван Марвейк став новим тренером, на тренуванні порвав медіальну зв'язку лівого коліна, через що не тренувався до грудня. Двічі потрапляв до заявки на матчі під керівництвом ван Марвейка, але в жодному з них на поле не виходив. Напередодні 22-го туру клуб знову змінив тренера. Під керівництвом Мірко Сломки, який через проблеми з травмами в боротьбі за виліт вирішив дати шанс усім гравцям проявити себе, Райкович зграв у стартовому складі, 22 лютого 2014 року в переможному (3:0) матчі проти «Боруссії». Це була його перша поява в основній команді з 18 травня 2013 року. Але вже через тиждень порвав хрестоподібну та медіальну зв’язки лівого коліна у програному (0:1) поєдинку Північного дербі проти бременського «Вердера».
Повернувся на футбольне поле 29 листопада 2014 року в програному (1:2) поєдинку другої команди проти «Ольденбурга». 31 січня 2015 року дебютував у Бундеслізі після свого одужання в програному (0:2) домашньому поєдинку проти «Кельна». У другій половині сезону грав регулярно в складі «Гамбурга», який боровся за виживання, провів одинадцять матчів. В останньому турі забезпечив клубу місце поза межами зони прямого вильоту, відзначився голом у переможному матчі проти «Шальке 04» (2:0). «Гамбургу» вдалося обіграти в плей-оф «Карлсруе». Проте клуб не продовжив контракт з гравцем, який закінчувався наприкінці сезону. Після чого не відразу знайшов новий клуб.
У липні 2015 року з'явилася інформація про те, що сербський захисник може перейти в грецький ПАОК, але трансфер не відбувся. Восени колишній головний тренер «Рубіна» Рінат Білялетдінов розповів, що був зацікавлений у запрошенні Слободана до казанського клубу, але керівництво команди сказало, що цей футболіст не потрібен.

### «Дармштадт 98»
29 вересня 2015 року підписав 2-річний контракт з «Дармштадтом 98». Дебютував за нову команду 7 листопада 2015 року в нічийному (1:1) поєдинку чемпіонату проти свого колишнього клубу, «Гамбурга», в якому в доданому часі до другого тайму замінив Марселя Геллера. Відзначився своїм єдиним голом у Бундеслізі за «Дармштадт» у виїзній переможному поєдинку проти «Гоффенгайма 1899», в якому на 85-й хвилині зробив рахунок 2:0.

### «Палермо»
1 серпня 2016 року підписав контракт з клубом Серії А «Палермо». Дебютував у складі сицилійців 12 серпня 2016 року в матчі Кубку Італії «Палермо» – «Барі» (1:0), а 21 серпня дебютував у Серії А в матчі «Палермо» – «Сассуоло» (0:1), в якому отримав вилучення. 18 вересня під час виїзного матчу (1:1) проти «Кротоне» залишив поле на 29-й хвилині через зламаний ніс після сутички зі своїм одноклубником (воротарем) Йосипом Посавецем. Після цього отримав травму коліна. 7 листопада 2016 року у програному (1:2) поєдинку проти «Мілана» отримав нову травму коліна, через що достроково завершив сезон, у якому провів лише 4 гри. За підсумками року із 26-ма набраними очками вилетів з елітного дивізіону італійського чемпіонату (результат 6 перемог, 8 нічиїх і 24 поразки), але вирішив залишитися в команді. Після 1 року і 1 місяця, в грудні 2017 року повернувся до тренера сицилійців Бруно Тедіно, повернувся до гри через 2 місяці (після 14 місяців відсутності на полы) у виїзному матчі проти «Перуджі» (1:0), в якому вийшов у стартовому складі та був замінений на 72-й хвилині. 27 лютого 2018 року повернувся на футбольне поле, щоб зіграти усі 90 хвилин у переможному матчі проти «Асколі» (4:1). Однак через 2 дні після матчу отримує нову травму: цього разу це складний перелом плато великогомілкової кістки. Своїм першим голом у футболці «Палермо» на виїзді в програному (2:3) матчі Серії B проти «Парми». 5 серпня 2018 року відзначився своїм першим дублем у матчі проти «Віченци», який «роcанеро» виграв у серії післяматчевих пенальті з рахунком 8:7 (2:2 у додатковий час) у другому раунді Кубку Італії (Райкович реалізував 5-й удар у серії післяматчевих пенальті). Влітку 2019 року, після банкрутства «Росанеро», залишився без команди (разом з усіма іншими гравцями отримав статус вільного агента).

### «Перуджа»
Першу частину сезону 2019/20 років залишався без клубу. Протягом листопада 2019 року тренувався з «Партизаном», але до укладення договору справа так і не дійшла. 27 січня 2020 року підписав контракт на два з половиною роки з представником Серії B «Перуджею». Одразу ж став гравцем основного складу, але втратив своє місце в команді наприкінці сезону.

### «Локомотив» (Москва)
Після розірвання контракту з умбрійським клубом, 13 серпня 2020 року підписав 1-річний контракт з клубом російської Прем'єр-ліги «Локомотива» (Москва). 19 січня 2021 року його контракт з «Локомотивом» було розірвано за згодою сторін.

### ТСЦ
На початку вересня 2021 року підписав контракт з командою ТСЦ з Бачки-Тополи. 25 вересня 2021 року в своєму дебютному поєдинку на ТСЦ Арені став автором переможного голу проти новосадської «Воєводини» (1:0). Загалом зіграв у п’яти матчах сербської Суперліги протягом першої частини сезону 2021/22 року

### МТК (Будапешт)
10 січня 2022 року підписав контракт з угорським МТК (Будапешт).

## Кар'єра в збірній
Уже в 16-річному віці постійно грав у молодіжній збірній Сербії, а згодом став наймолодшим гравцем, який коли-небудь з’являвся у кваліфікаційному матчі молодіжного чемпіонату Європи. 17 червня 2007 року на «срібному» для сербів молодіжному чемпіонаті Європи, став учасником другого (скандального) голу збірної Англії. Слободан лежав на землі, отримавши травму, а сербські гравці очікували, що їхні суперники виб’ють м’яч з поля, натомість Метт Дербішир у боротьбі з розгубленими сербськими захисникам відзначився другим голом збірної Англії, викликавши бурхливу негативну реакцію з боку сербських гравців. Також виступав на Олімпійських іграх 2008 року в Пекіні. У збірній Сербії дебютував у 2008 році в поєдинку проти збірної Ірландії. Востаннє до національної збірної викликався 2016 року, після понад 2-річної перерви. 

## Стиль гри
Відомий як дуже агресивний гравець. Після приходу до «Гамбурга» він заявив в інтерв’ю: «Мені подобається грати агресивніше, ніж люблять арбітри».

## Статистика виступів

### Клубна
Станом на 3 лютого 2021.
| Сезон                    | Команда                  | Чемпіонат                | Чемпіонат | Чемпіонат | Нац. кубок | Нац. кубок | Нац. кубок | Конт. кубок | Конт. кубок | Конт. кубок | Інші кубки | Інші кубки | Інші кубки | Загалом | Загалом |
| Сезон                    | Команда                  | Змаг.                    | Матчі     | Голи      | Змаг.      | Матчі      | Голи       | Змаг.       | Матчі       | Голи        | Змаг.      | Матчі      | Голи       | Матчі   | Голи    |
| ------------------------ | ------------------------ | ------------------------ | --------- | --------- | ---------- | ---------- | ---------- | ----------- | ----------- | ----------- | ---------- | ---------- | ---------- | ------- | ------- |
| 2004-2005                | «ОФК Белград»            | СЛ                       | 6         | 0         | КС         | 0          | 0          |             | -           | -           | -          | -          | -          | 6       | 0       |
| 2005-2006                | «ОФК Белград»            | СЛ                       | 20        | 1         | КС         | 1          | 0          | КУ          | 2           | 0           | -          | -          | -          | 23      | 1       |
| 2006-2007                | «ОФК Белград»            | СЛ                       | 11        | 0         | КС         | -          | -          | КУ          | 1           | 0           | -          | -          | -          | 12      | 0       |
| Загалом за «ОФК Белград» | Загалом за «ОФК Белград» | Загалом за «ОФК Белград» | 37        | 1         |            | 1          | 0          |             | 3           | 0           |            | -          | -          | 41      | 1       |
| 2007-2008                | ПСВ                      | ЕД                       | 13        | 0         | КН         | 0          | 0          | ЛЧУ         | 5           | 0           | -          | -          | -          | 18      | 0       |
| 2008-2009                | «Твенте»                 | ЕД                       | 13        | 1         | КН         | 0          | 0          | ЛЧУ         | 3           | 0           | -          | -          | -          | 16      | 1       |
| 2009-2010                | «Твенте»                 | ЕД                       | 10        | 0         | КН         | 0          | 0          | ЛЧУ         | 3           | 0           | -          | -          | -          | 13      | 0       |
| Загалом за «Твенте»      | Загалом за «Твенте»      | Загалом за «Твенте»      | 23        | 1         |            | 0          | 0          |             | 6           | 0           |            | -          | -          | 29      | 1       |
| 2010-2011                | «Вітессе»                | ЕД                       | 24        | 1         | КН         | 3          | 0          | -           | -           | -           | -          | -          | -          | 27      | 1       |
| 2011-2012                | «Гамбург»                | БЛ                       | 16        | 1         | КН         | 1          | 0          | -           | -           | -           | -          | -          | -          | 17      | 1       |
| 2012-2013                | «Гамбург»                | БЛ                       | 13        | 0         | КН         | 0          | 0          | -           | -           | -           | -          | -          | -          | 13      | 0       |
| 2013-2014                | «Гамбург»                | БЛ                       | 2         | 0         | КН         | 0          | 0          | -           | -           | -           | -          | -          | -          | 2       | 0       |
| 2014-2015                | «Гамбург»                | БЛ                       | 11        | 1         | КН         | 2          | 0          | -           | -           | -           | -          | -          | -          | 13      | 1       |
| Загалом за «Гамбург»     | Загалом за «Гамбург»     | Загалом за «Гамбург»     | 42        | 2         |            | 3          | 0          |             | -           | -           |            | -          | -          | 45      | 2       |
| 2015-2016                | «Дармштадт 98»           | БЛ                       | 15        | 1         | КН         | 2          | 0          | -           | -           | -           | -          | -          | -          | 17      | 1       |
| 2016-2017                | «Палермо»                | A                        | 4         | 0         | КІ         | 1          | 0          | -           | -           | -           | -          | -          | -          | 5       | 0       |
| 2017-2018                | «Палермо»                | B                        | 12+4      | 1+0       | КІ         | 0          | 0          | -           | -           | -           | -          | -          | -          | 16      | 1       |
| 2018-2019                | «Палермо»                | B                        | 26        | 1         | КІ         | 2          | 2          | -           | -           | -           | -          | -          | -          | 28      | 3       |
| Загалом за «Палермо»     | Загалом за «Палермо»     | Загалом за «Палермо»     | 42+4      | 2+0       |            | 3          | 2          |             | -           | -           |            | -          | -          | 49      | 4       |
| січ.-лип. 2020           | «Перуджа»                | B                        | 7         | 0         | КІ         | 0          | 0          | -           | -           | -           | -          | -          | -          | 7       | 0       |
| 2020-січ. 2021           | «Локомотив» (Москва)     | ПЛ                       | 5         | 0         | КР         | 0          | 0          | ЛЧУ         | 4           | 0           | -          | -          | -          | 9       | 0       |
| Загалом за кар'єру       | Загалом за кар'єру       | Загалом за кар'єру       | 212       | 8         |            | 12         | 2          |             | 18          | 0           |            | -          | -          | 242     | 10      |

### У збірній

#### По роках
| Національна збірна | Рік     | Матчі | Голи |
| ------------------ | ------- | ----- | ---- |
| Сербія             | 2008    | 2     | 0    |
| Сербія             | 2009    | 0     | 0    |
| Сербія             | 2010    | 2     | 0    |
| Сербія             | 2011    | 7     | 0    |
| Сербія             | 2012    | 2     | 0    |
| Сербія             | 2013    | 1     | 0    |
| Сербія             | 2014    | 0     | 0    |
| Сербія             | 2015    | 0     | 0    |
| Сербія             | 2016    | 5     | 0    |
| Загалом            | Загалом | 19    | 0    |

#### По матчах
| Дата       | Місто          | Господарі         | Результат | Гості    | Турнір            | Голи | Примітки |
| ---------- | -------------- | ----------------- | --------- | -------- | ----------------- | ---- | -------- |
| 24-5-2008  | Дублін         | Ірландія          | 1 – 1     | Сербія   | товариський матч  | -    |          |
| 28-5-2008  | Москва         | Росія             | 2 – 1     | Сербія   | товариський матч  | -    |          |
| 12-10-2010 | Генуя          | Італія            | 3 – 0     | Сербія   | Відбір до ЧЄ 2012 | -    |          |
| 17-11-2010 | Софія          | Болгарія          | 0 – 1     | Сербія   | товариський матч  | -    |          |
| 3-6-2011   | Сеул           | Південна Корея    | 2 – 1     | Сербія   | товариський матч  | -    |          |
| 7-6-2011   | Мельбурн       | Австралія         | 0 – 0     | Сербія   | товариський матч  | -    |          |
| 10-8-2011  | Москва         | Росія             | 1 – 0     | Сербія   | товариський матч  | -    |          |
| 2-9-2011   | Лурган         | Північна Ірландія | 0 – 1     | Сербія   | Відбір до ЧЄ 2012 | -    |          |
| 7-10-2011  | Белград        | Сербія            | 1 – 1     | Італія   | Відбір до ЧЄ 2012 | -    |          |
| 12-11-2011 | Керетаро       | Мексика           | 2 – 0     | Сербія   | товариський матч  | -    |          |
| 15-11-2011 | Сан-Педро-Сула | Гондурас          | 2 – 0     | Сербія   | товариський матч  | -    |          |
| 28-2-2012  | Лімасол        | Сербія            | 2 – 0     | Вірменія | товариський матч  | -    |          |
| 31-5-2012  | Реймс          | Франція           | 2 – 0     | Сербія   | товариський матч  | -    |          |
| 14-8-2013  | Барселона      | Колумбія          | 1 – 0     | Сербія   | товариський матч  | -    |          |
| 23-3-2016  | Познань        | Польща            | 1 – 0     | Сербія   | товариський матч  | -    |          |
| 29-3-2016  | Таллінн        | Естонія           | 0 – 1     | Сербія   | товариський матч  | -    |          |
| 25-5-2016  | Ужице          | Сербія            | 2 – 1     | Кіпр     | товариський матч  | -    |          |
| 31-5-2016  | Новий Сад      | Сербія            | 3 – 1     | Ізраїль  | товариський матч  | -    |          |
| 5-6-2016   | Монако         | Сербія            | 1 – 1     | Росія    | товариський матч  | -    |          |
| Усього     |                | Матчів            | 19        |          | Голів             | 0    |          |

## Досягнення
ПСВ
- Ередивізі
  -  Чемпіон (1): 2007/08

«Твенте»
- Ередивізі
  -  Чемпіон (1): 2009/10